# 울산강남고등학교
울산강남고등학교(蔚山江南高等學校)는 대한민국 울산광역시 남구 신정동에 위치한 공립 고등학교이다.

## 학교 연혁
- 2009년 10월 5일 : 울산광역시립학교 설립인가(24학급)
- 2010년 3월 5일 : 제1회 입학식 (남 167명, 여 125명 계 292명)
- 2010년 6월 21일 : 교육과학기술부 지정 과학중점학교
- 2010년 11월 4일 : 개교기념식
- 2012년 1월 3일 : 창의인성모델학교 선정
- 2013년 2월 14일 : 제1회 졸업식 (남 158명, 여 123명 계 281명)
- 2015년 11월 24일 : 과학중점학교 재지정
- 2024년 3월 1일 : 제8대 이영근 교장 취임
- 2025년 2월 6일 : 제13회 졸업식(남 84명, 여 118명 계 202명)
- 2025년 3월 4일 : 제16회 입학식(남 97명, 여 130명 계 227명)

## 참고 자료
- 울산강남고등학교 - 한국교육학술정보원 학교알리미